# Ortensia Mancini

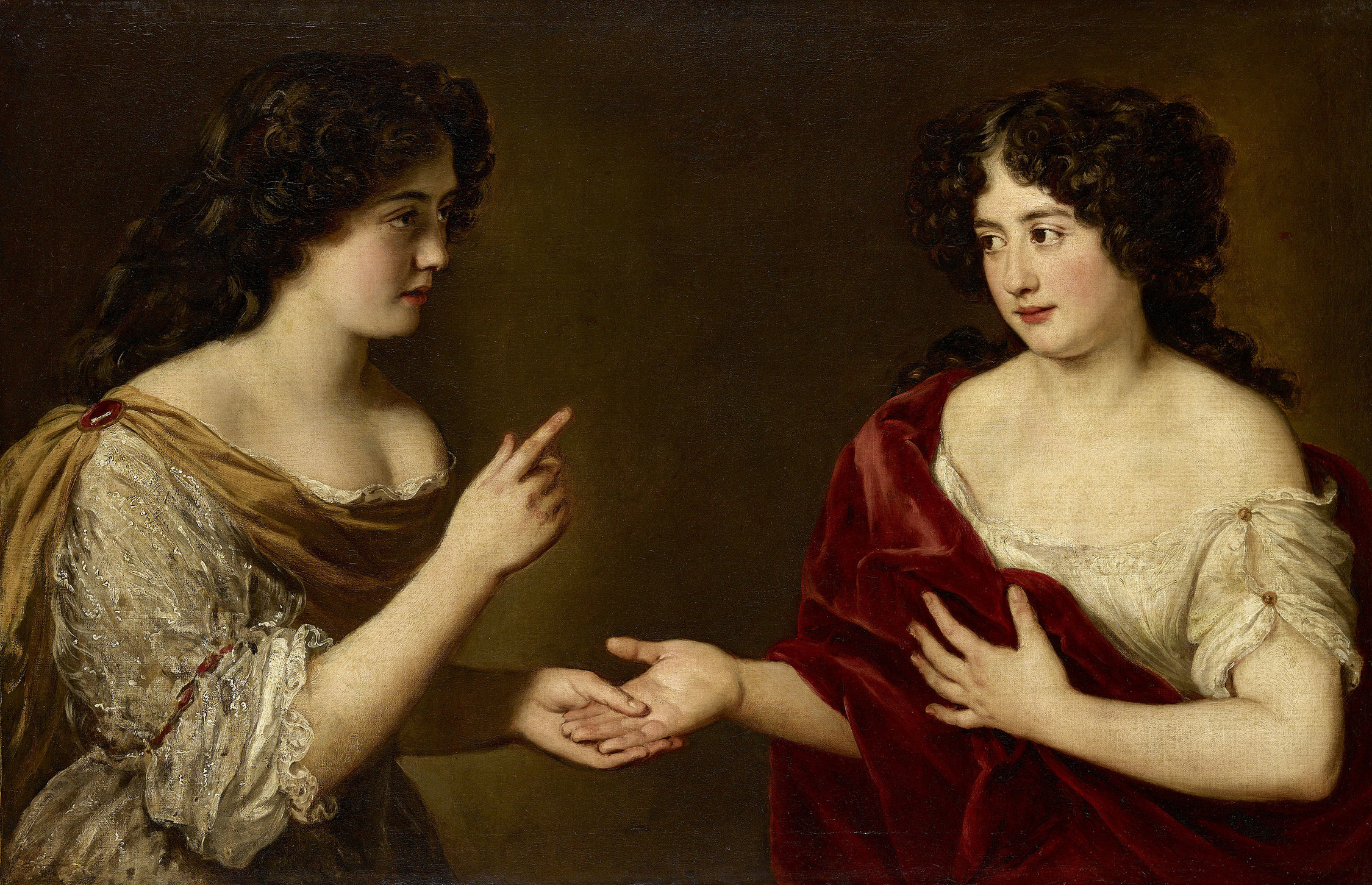
Jacob Ferdinand Voet, Maria Mancini legge la sorte alla sorella Ortensia, 1661 c., Royal Collection link

Ortensia Mancini, duchessa di La Meilleraye (Roma, 6 giugno 1646 – Chelsea, 2 luglio 1699), fu la nipote preferita del cardinale Mazarino, primo ministro di Francia, e un'amante di Carlo II, Re d'Inghilterra, Scozia e Irlanda. Era la quarta delle cinque sorelle Mancini, che insieme alle loro cugine Martinozzi, erano note alla corte di Re Luigi XIV di Francia come le Mazarinettes.

## Infanzia, famiglia e matrimonio
Una delle cinque sorelle note per la loro bellezza, nacque a Roma dal Barone Lorenzo Mancini, un aristocratico italiano. Dopo la sua morte nel 1650, sua madre, Geronima Mazarino, portò lei e le sue sorelle da Roma a Parigi nella speranza di usare l'influenza di suo fratello, il cardinale Mazzarino, e ottenere per loro matrimoni vantaggiosi. Le quattro sorelle famose di Ortensia erano:
- Laura (1636 - 1657), la maggiore, che sposò Luigi di Borbone, duca di Vendôme, nipote di Re Enrico IV e della sua amante Gabrielle d'Estrées, e divenne la madre del famoso generale francese Luigi Giuseppe, duca di Vendôme;
- Olimpia (1638 - 1708), che sposò Eugenio Maurizio di Savoia, conte di Soissons e diventò la madre del famoso generale austriaco il principe Eugenio di Savoia,
- Maria (1639–1715), che sposò Lorenzo Onofrio Colonna e fu il primo amore romantico di Luigi XIV di Francia;
- Maria Anna (1649 - 1714) sposò Godefroy Maurice de La Tour d'Auvergne, duca di Bouillon, nipote del famoso maresciallo di campo Turenne.

Anche le due cugine, le sorelle Martinozzi, si trasferirono in Francia nello stesso momento e per lo stesso obiettivo di accasarsi in modo conveniente. La maggiore, Laura Martinozzi, sposò Alfonso IV d'Este, duca di Modena e fu la madre di Maria Beatrice d'Este, seconda moglie di Giacomo II d'Inghilterra. La più giovane, Anna Maria Martinozzi, sposò Armando, Principe di Conti.
Ortensia aveva anche tre fratelli: Paul, Philippe, e Alphonse.

### Proposte matrimoniali
Carlo II d'Inghilterra, cugino di primo grado di Luigi XIV, propose ad Ortensia di sposarlo nel 1659, ma la sua offerta fu respinta dal cardinale Mazzarino che riteneva che l'esiliato re avesse poche prospettive. Mazzarino si rese conto del suo errore quando Carlo fu reinsediato come Re d'Inghilterra pochi mesi più tardi. Allora Mazzarino divenne supplicante e offrì una dote di 5 milioni di livre, ma Carlo rifiutò. Mentre un matrimonio non si concretizzò, le strade dei due si sarebbero incrociate in seguito.
La mano di Ortensia fu richiesta da Carlo Emanuele II, Duca di Savoia, un altro cugino di primo grado di Luigi XIV, ma l'accordo fallì quando il cardinale Mazzarino si rifiutò di includere la fortezza-castello di Pinerolo nella dote. Per ragioni analoghe, l'offerta fatta dal Duca di Lorena fu anch'essa rifiutata.

### Matrimonio fallito

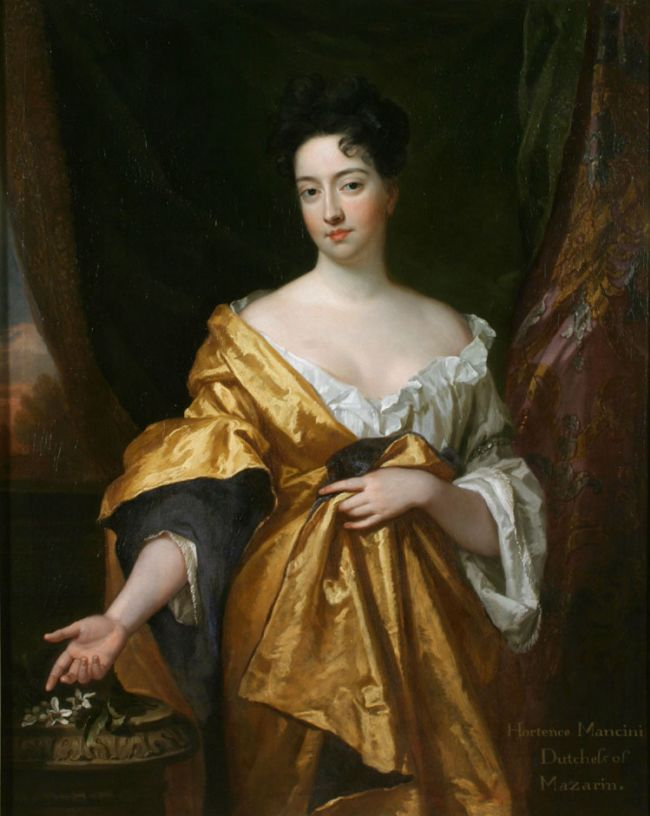
Ortensia Mancini
(1646–1699)

Il 1º marzo 1661, la quattordicenne Ortensia fu data in moglie ad uno degli uomini più ricchi d'Europa, Armand Charles de La Porte duca de La Meilleraye. Dopo il matrimonio con Ortensia, egli fu appellato duca Mazzarino. Alla morte del cardinale Mazzarino poco dopo, ottenne l'accesso alla grande eredità di sua moglie, che includeva il Palazzo Mazzarino a Parigi, sede di numerose opere d'arte.
Il matrimonio non fu un successo. Ortensia era giovane, brillante, e popolare; Armand-Charles era miseramente ed estremamente geloso, per non parlare del fatto che fosse mentalmente instabile. Il suo strano comportamento includeva di mungere le mucche al posto delle serve (nella sua mente, le mammelle delle mucche avevano forti connotazioni sessuali); rompere alle stesse tutti i denti anteriori, per impedire loro di attirare l'attenzione maschile; grattar via o ridipingere tutti i "pezzi indecenti" della sua fantastica collezione d'arte. Proibiva a sua moglie di intrattenersi con altri uomini, faceva ricerche notturne di amanti nascosti, insisteva che lei trascorresse un quarto della sua giornata in preghiera, e la obbligò a lasciare Parigi e a trasferirsi con lui in campagna.
Fu a quel punto che Ortensia intraprese una relazione lesbica con la sedicenne Sidonie de Courcelles. Nel tentativo di rimediare all'immoralità della moglie, suo marito mandò entrambe le ragazze in convento. Questa tattica fallì, poiché le due tormentarono le suore con degli scherzi: aggiungevano inchiostro all'acqua santa, infradiciavano i letti delle suore, cercavano di fuggire dal camino. 

Nonostante le loro difficoltà matrimoniali, Ortensia e suo marito ebbero quattro figli:
1. Maria Carlotta de La Porte (28 marzo 1662 – 13 maggio 1729), che sposò Louis Armand de Vignerot du Plessis, Conte d'Agénias, Duca d'Aiguillon,
2. Maria Anna (1663 – ottobre 1720), diventò badessa a Abbaye du Lys (Melun),
3. Maria Olimpia (1665 - 24 gennaio 1754), che sposò Louis Christophe Gigault, Marchese di Bellefonds e di Boullaye,
4. Paolo Giulio de La Porte, Duca Mazarin e di La Meilleraye (25 gennaio 1666 – 7 settembre 1731), che sposò Félice Armande Charlotte de Durfort.

### Fuga dal matrimonio
Lasciandosi i suoi bambini piccoli alle spalle, Ortensia infine ebbe la possibilità di fuggire dal suo infernale matrimonio la notte del 13 giugno 1668, con l'aiuto di suo fratello, Philippe, duca di Nevers, che procurò cavalli e accompagnatori per farla arrivare a Roma, e trovare rifugio presso loro sorella, Maria, sposata ad un principe Colonna.

## Protezioni sovrane
Il re Luigi XIV si proclamò suo protettore e le assegnò una pensione di 29.000 lire: Ortensia si stabilì a Chambéry in Savoia e fece della propria casa un punto d'incontro per scrittori, filosofi e artisti. Dopo la morte del duca Carlo Emanuele II di Savoia, che si era anch'egli dichiarato suo protettore, fu bandita dalla duchessa vedova, segno che le relazioni tra il Savoia ed Ortensia non erano state solo di tipo culturale.

## Carlo II
Dopo la morte del Savoia, Ortensia si trovò priva di reddito, anche perché il marito le aveva congelato tutti i beni, compresa la pensione di Luigi XIV. L'ambasciatore inglese in Francia, Ralph Montagu, informato della situazione disperata della donna, si offrì di aiutarla in modo da migliorare la propria posizione agli occhi di Carlo II: Ortensia sarebbe dovuta diventare l'amante del re, sostituendo Louise de Kérouaille. Disponibilissima, nel 1675 si recò a Londra con il pretesto di fare una visita a Maria Beatrice d'Este, figlia di sua cugina Laura e cognata di Carlo II: viaggiò vestita da uomo, e la sua passione per questi travestimenti è considerata un'espressione palese della sua bisessualità.
Circa alla metà del 1676 Ortensia aveva raggiunto il suo scopo (e di Montagu): aveva preso il posto della de Kerouaille come amante di Carlo II, che provvide a dotarla di una pensione di 50.000 sterline, che misero la parola fine ai suoi molteplici problemi finanziari.
Montagu scrisse:
Ortensia avrebbe potuto aver trovato una soddisfacente condizione di vita, se non fosse stato per la sua eccessiva promiscuità. In primo luogo aveva quasi sicuramente una relazione lesbica con Anne Lennard, figlia di lord Castlemaine (o meno probabilmente dello stesso Carlo II) e di Barbara Palmer. Ciò culminò in uno scandalo di pubblico dominio quando le due donne furono trovate dal marito di Anne, il conte di Sussex, in camicia da donne a St James Park: dopo ciò egli le ordinò di lasciare il paese, ma la donna rifiutò di fare alcunché, ma rimase nel letto a baciare ripetutamente una miniatura di Ortensia.
Secondariamente, iniziò una relazione anche con il principe di Monaco: Carlo II per tutta reazione le cancellò la pensione, benché solo per un paio di giorni. In ogni caso questo segnò la fine della posizione di Ortensia come favorita del re, e Louise de Kerouaille ridivenne maitresse en titre.
Ortensia comunque mantenne buone relazioni con il sovrano fino alla sua morte: la domenica prima che ciò avvenisse, il diarista John Evelyn scrisse:

## Gli ultimi anni
Dopo la morte di Carlo II, Ortensia poté comunque contare sul sostegno del nuovo sovrano Giacomo II d'Inghilterra, anche per i rapporti di amicizia e parentela con la nuova regina, Maria di Modena. Rimase sull'isola anche dopo la fuga di Giacomo II e la presa del potere da parte di Guglielmo III e Maria II, anche se con una pensione di appena 7.000 sterline. Continuò a tenere un salotto intellettuale dove il suo amico Charles de St. Evremond, conduceva i migliori spiriti di Londra.
Evelyn scrisse all'indomani della sua morte nel 1699:
Dopo Margherita di Valois, Ortensia e sua sorella furono le prime donne in Francia a dare alle stampe le proprie memorie: entrambe erano motivate anche dall'aiuto che queste avrebbe portato nella causa di separazione in corso dai loro mariti. Ortensia potrebbe essersi suicidata, aggiungendo un tocco drammatico alla sua fine, che sarebbe continuato anche in seguito: il marito infatti si appropriò del suo corpo e portandoselo dietro viaggiò per la Francia, fino a quando finalmente non fu sepolto nella tomba fatta costruire dallo zio cardinale Mazzarino.

## Discendenti
Il figlio di Ortensia, Paul Jules de La Porte, Duca Mazarin e di La Meilleraye, ebbe due figli sopravvissuti. Sua figlia, Armande Félice de La Porte (1691–1729), sposò Louis de Mailly, marquis de Nesle et de Mailly, Principe d'Orange nel 1709. Da questo matrimonio, nacquero cinque figlie femmine, quattro delle quali diventarono amanti di Re Luigi XV di Francia:
- Louise Julie de Mailly, Mademoiselle de Mailly, comtesse de Mailly (1710–1751),
- Pauline Félicité de Mailly, Mademoiselle de Nesle, marquise de Vintimille (1712–1741),
- Diane Adélaïde de Mailly, Mademoiselle de Montcavrel, duchesse de Lauraguais (1714–1769),
- Hortense Félicité de Mailly, Mademoiselle de Chalon, marquise de Flavacourt (1715–1763),
- Marie-Anne de Mailly, Mademoiselle de Monchy, marquise de La Tournelle, duchesse de Châteauroux (1717–1744).

L'unica delle sorelle de Nesle a non diventare una delle amanti di Luigi XV fu la marquise de Flavacourt. Louise Julie fu la prima delle sorelle ad attrarre il re seguita da Pauline Félicité, ma fu Marie Anne, la più giovane e la più carina, che ebbe più successo nel manipolarlo e a diventare politicamente potente.
Armande Félice ebbe anche una figlia illegittima, Henriette de Bourbon (1725–1780), Mademoiselle de Verneuil, dalla sua relazione con il duc de Bourbon, Primo Ministro di Luigi XV dal 1723 al 1726.
Il figlio di Paul Jules, Guy Jules Paul de La Porte, duc Mazarin et de La Meilleraye (1701–1738), sposò Louise Françoise de Rohan nel 1716, figlia di Hercule Mériadec de Rohan, duc de Rohan-Rohan. La loro bisnipote, Louise Félicité Victoire d'Aumont, duchesse Mazarin et de La Meilleraye (1759–1826), sposò Onorato IV, Principe di Monaco nel 1777. da questo matrimonio, tutti i Principe di Monaco, incluso Alberto II di Monaco, sono suoi discendenti.